# Incidentie
In de epidemiologie is de incidentie van een aandoening in een specifieke populatie het relatieve aantal nieuwe gevallen van die aandoening in een bepaalde tijdsperiode. De incidentie wordt berekend ten opzichte van de populatie waarin de aandoening zich kan voordoen, niet ten opzichte van een totale bevolking. Het is meestal van belang de populatie duidelijk te benoemen. Voor bijvoorbeeld longkanker maakt het natuurlijk verschil of de incidentie wordt bepaald ten opzichte van de mensen die roken of ten opzichte van de hele bevolking, en voor dementie, ten aanzien van welke groep de incidentie wordt bepaald, bijvoorbeeld vanaf 60, 70, 80 of 90 jaar. De incidentie wordt meestal opgegeven als het aantal nieuwe gevallen per duizend personen per jaar, soms ook per honderdduizend per jaar. 
De incidentie moet niet worden verward met de prevalentie, die aangeeft hoeveel mensen uit een gegeven aantal op enig moment de aandoening hebben. Een hoge incidentie betekent dat veel mensen die aandoening weleens krijgen. Bij een kwaal die meestal snel geneest kan de incidentie dus hoog zijn, veel mensen lopen de kwaal af en toe op, terwijl de prevalentie beperkt blijft: op geen enkel moment zijn er veel mensen die eraan lijden. Voorbeelden zijn wespensteken en verkoudheid. Bij blijvende of chronische aandoeningen is het omgekeerd: weinig mensen lopen rugklachten op, daarvoor geldt dus een lage incidentie, maar herstel duurt vaak lang, waardoor de prevalentie toch nog vrij hoog is.
De incidentie per zeven dagen werd in Duitsland bijvoorbeeld als belangrijke graadmeter genomen voor de uitbreiding van de coronapandemie.